# 12209 Jennalynn
12209 Jennalynn eller 1981 EF37 är en asteroid i huvudbältet som upptäcktes den 11 mars 1981 av den amerikanska astronomen Schelte J. Bus vid Siding Spring-observatoriet. Den är uppkallad efter Jenna Lynn Jones.
Asteroiden har en diameter på ungefär 7 kilometer och den tillhör asteroidgruppen Maria.